# MOKU
MOKU（もく、1970年3月2日 -）は、日本のソングライター、編曲家、ドラマー。
本名：本位田 牧（ほんいでん もく）。
本名である 牧（モク）の読みが難しいため、表記をMOKUとして活動している。

## 概要
横浜市中区本牧出身。横浜市立北方小学校より、玉川学園中学部・高等部を経て、アメリカ・マサチューセッツ州ボストン市のバークリー音楽大学（Berklee College Of Music）へ進学。
帰国後に映画監督・行定勲の作品参加をきっかけに、映画、TVドラマ等の劇伴音楽を中心に手掛ける。アーティストへの楽曲提供もしており、BTOBの「Beyond The Time」の作詞・作曲を手掛けている。ドラマーとしてBTOBの日本公演に参加し、ライブ演出に携わった。リュ・シウォン、チャンソプ、徳山秀典等に楽曲提供している。
1996年、特撮テレビドラマ『超光戦士シャンゼリオン』の主題歌とEDテーマの歌唱を担当。
2012年1月には、映像制作及びタレントマネジメント会社「リヴィールエンタテインメント 株式会社」を設立し、代表取締役社長に就任。横浜のご当地ヒーロー「横浜見聞伝スター☆ジャン」のドラマ、映画を監督・プロデュースしている。

## 来歴
本牧に米軍キャンプがあった幼少期、アメリカ出身の女性にピアノを習い始めたのがきっかけで、音楽に興味を持つ。中学時代はドラムに夢中になり、バークリー音楽大学ドラム科への進学を決意する。
高校時代は「宮間利之ニューハード」のドラマー・坂田稔に師事する傍ら、「東京ユニオン」（現:角田健一ビッグバンド）角田健一の自宅まで押しかけて、理論分野を教わっていた。
バークリー音楽大学入学式当日の学生演奏で涙するほど感動した反面、世界のレベルを目のあたりにして自信を亡くし、渡米を心底後悔した。その後何とか立ち直り、練習漬けの日々で止まない耳鳴りと引き換えに、少しづつ自信を取り戻していった。
在学中に大西順子、大阪雅彦、松島啓司、Delfayo Marsalls、Roy Hargrove等といった数知れぬジャムセッションは、その後の音楽観に多大な影響を与えた。
帰国後は自らをボーカルとしてバンド「Buddy」を結成。都内ライブハウスを中心に活動するも、1993年に解散。同年に「MOKU & Nopain NoGain」を結成。初期メンバーには松島啓司：トランペット、柿野やよい（現在のYAYOI）：ボーカル、木村佳代：サックス、五弁野太志：ボーカル、佐藤雅子：キーボード・種田剛：ベース等が参加。TOKYO FM HALLにて開催された初のワンマンライブでは、約300人の動員を記録した。以降、基本的には"MOKU&～"のスタイルで、相模大野グリーンホール、Shibuya O-WEST、 Space Zero、 CLUB CITTA'、中野サンプラザなど、都内の主要ライヴハウスで活動を続けた。
1996年には「地球はお元気」（『ミュータントタートルズ 超人伝説編』EDテーマ）で日本コロムビアより歌手デビューする。1997年にはマクドナルドCM／ベーコンチーズダブルバーガーに出演。
その他にもCM音楽の制作、歌入れ、ナレーション、TVアニメ主題歌等のボーカル、TVラジオのジングルなどの活動をしていた最中、映画監督の行定勲と出会う。以後、同監督の作品参加をきっかけにビデオ、TV作品、映画などの劇盤制作にも積極的に取り組み出す。
1999年参加作品『Doog-Food』（田辺誠一監督作品）はベルリン国際映画祭に正式出品され、同年7月に、オリジナルアルバム『ned-noh』を発表。2001年には、ゆうばり国際ファンタスティック映画祭2001に参加3作品が同時出品され、ゲストとしても参加する。
その後、現在まで映画・ドラマの劇盤、CM等の音楽作品を多数制作している。

## ディスコグラフィー

### 映画作品
1997年
- OPEN HOUSE -みちのく国際ホラー映画祭新人賞受賞作品-  出演：南果歩・川岡大二郎  原作：辻人成 監督：行定勲  撮影：篠田昇

1998年
- BLOOD 狼血 - 出演：竹内力・高知東生・白竜・平泉成　監督：鈴木浩介

1999年
- Dog-Food -ベルリン国際映画祭フォーラム部門正式招待作品-  出演：田辺誠一・椎名英姫 製作・監督・脚本：田辺誠一  撮影：福本淳

2000年
- 東京爆弾 - ゆうばり国際映画祭2000出品作品-  出演：竹中直人  監督：鈴木浩介  音楽：朝本浩文
- 閉じる日 - 出演：永瀬正敏   監督：行定勲   撮影：福本淳  音楽：朝本浩文
- 贅沢な骨 - 出演：永瀬正敏・麻生久美子・つぐみ   監督：行定勲  撮影：福本淳  音楽：朝本浩文

2001年
- えんがわの犬 -ゆうばり国際映画祭2001出品作品- 出演：邑野未亜  監督：行定勲  撮影：福本淳
- 壁穴 - 出演：青木理央・藤原夕未  監督：永田琴恵  撮影：福本淳

2002年
- EAT&RUN - 出演：宮村優子・愛河里花子・飯塚雅弓・国府田マリ・五代高之  監督：和田卓也  編集：掛須秀一
- 月に沈む　-浜崎あゆみ/Voyage PV~劇場公開作品- 出演：浜崎あゆみ・伊勢谷友介・糸井重里  監督：行定勲  撮影：篠田昇

2003年
- セブンス アニバーサリー - 出演：武田真二  監督：行定勲 撮影：福本淳

2004年
- きょうのできごと　a day on the planet - 出演：田中麗奈・妻夫木聡　監督：行定勲   音楽：矢井田瞳

2005年
- 苺の破片(イチゴノカケラ） - 出演：宮沢美保・梶原阿貴・押尾学・木村佳乃  監督：中原俊・高橋ツトム 編集：掛須秀一
- Indian summer - 出演：いしだ壱成・黒谷友香・能世あんな・国分佐智子  監督：佐藤太 撮影：蔦井孝洋

2006年
- 東京大学物語 - 出演：三津谷葉子・田中圭  監督：江川達也
- yoriko-寄子- -モナコ国際映画祭2007出品作品-   出演：櫛山晃美・高田宏太郎  監督：棚木和人
- Wanna be FREE!東京ガール - 出演：上原奈美・桜井裕美・天野浩成  監督：津谷祐司
- ユリシス - 出演：奥菜恵・斉藤工 監督：丹羽貴幸

2007年
- スキトモ - 出演：斉藤工・相葉弘樹　監督：三原光尋
- ITバブルと寝た女たち - 出演：三津谷葉子・金子昇 監督：佐藤太
- いつかの君へ - 出演：斉藤工・河合龍之介・津田寛治・徳井優  監督：堀江慶
- そして春風にささやいて - 出演：柳下大・加藤慶祐・齋藤ヤスカ  監督：横山一洋
- 愛の言霊 - 出演：徳山秀典・齋藤ヤスカ  監督：金田敬
- グッドモーニングス - 出演：徳山秀典・渡来敏之　監督：小川誠二

2008年
- Girl's BOX/ラバーズハイ - 出演：長谷部優・長澤奈央・嘉陽愛子・斉藤未知・星井七瀬・入江紗綾　監督：佐藤太*
- 刀狩るもの～二本松の冒険～ - 出演：尾崎右宗・水野美紀・村上健一・早瀬久美・寺田農  監督：都築宏明
- Baby's Breath ～ママになろうよ～ - 出演：浅田好未、金子賢 監督：金丸雄一
- 哀憑歌 〜CHI-MANAKO〜　-2008年ゆうばりファンタスティック映画祭フォーラムシアター部門招待作品-　出演：田畑智子、益子梨恵 監督：金丸雄一
- むずかしい恋 - 出演：橋研二・璃乃亜・前田綾花・森岡龍・柳沢なな・載寧龍二・安藤サクラ・三浦誠己  監督：益子昌一
- 天使急便　Reboot - 出演：塩谷瞬・安めぐみ・岡田浩暉・山崎真実・風間トオル・今井雅之  監督：明石知幸

2009年
- 喧嘩高校軍団　特攻！國士義塾VS.朝高 - 出演：波岡一喜　KOJI　監督：金丸雄一
- エッチを狙え！　「イヌネコ。」 - 出演：宮内知美・矢吹シャルロッテ・内山眞人　監督：金田敬

2010年
- 愛の言霊　世界の果てまで - 出演：植野堀まこと・河合龍之介・清水美那　監督：金田敬
- 純情(2010) - 出演：栩原楽人・高橋優太・篠田光亮　監督：金田敬
- 君が踊る、夏 - 出演：溝端淳平・木南晴夏・五十嵐隼士・藤原竜也　監督：香月季之
- ばかもの - 出演：成宮寛貴・内田有紀・白石美帆・中村ゆり　監督：金子修介

2011年
- ゾンビデオ - 出演：矢島舞美(℃-ute)、中島早貴(℃-ute)、鳥居みゆき  監督：村上賢司
- ポールダンシングボーイ☆ず - 出演：荒井敦史・阿久津愼太郎　監督：金子修介
- ギャルバサラ -戦国時代は圏外です- - 出演：有村架純・竹富聖花　監督：佐藤太
- Miss Boys!　決戦は甲子園!?編 - 出演：鎌苅健太・鈴木勝吾　監督：佐藤佐吉

2012年
- Miss Boys!　友情のゆくえ編 - 出演：鎌苅健太・鈴木勝吾　監督：佐藤佐吉
- 富士見二丁目交響楽団シリーズ 寒冷前線コンダクター - 出演：高崎翔太・新井裕介・岩田さゆり　監督：金田敬
- 明日に架ける愛 - 出演：市井紗耶香・アレックス・ルー　監督：香月季之
- 死ガ二人ヲワカツマデ…　第二章　南瓜花 nananka - 出演：豊永利行・藤江れいな 監督：松村清秀
- 死ガ二人ヲワカツマデ…　第一章　色ノナイ青 - 出演：喜屋武豊・野水伊織　監督：松村清秀

2013年
- 極道の妻たち Neo - 出演：黒谷友香・原田夏希・今井雅之・渡部豪太　監督：香月季之
- 生贄のジレンマ「下」 - 出演：須賀健太、竹富聖花、木ノ本嶺浩 監督：金子修介
- 生贄のジレンマ「中」 - 出演：須賀健太、竹富聖花、木ノ本嶺浩 監督：金子修介
- 生贄のジレンマ「上」 - 出演：須賀健太、竹富聖花、木ノ本嶺浩 監督：金子修介
- 東京闇虫　パートI,II - 出演：桐山漣・豊原功補・やべきょうすけ　監督：佐藤佐吉
- 新大久保物語 - 出演：コヌ・インス・セヨン 監督：藤原健一
- 幕末奇譚 SHINSEN5 弐　風雲伊賀越え - 出演：馬場徹・神永圭佑・馬場良馬　監督：佐藤太
- 半グレ vs やくざ - 出演：中野英雄、山根和馬、内山眞人、小澤亮太 監督：佐藤太

2014年
- 半グレ vs やくざ 2 - 出演：中野英雄、山根和馬、深水元基、木下ほうか 監督：佐藤太
- 半グレ vs やくざ 3 - 出演：中野英雄、山根和馬、深水元基、浜田学  監督：佐藤太
- テコンドー魂〜Rebirth〜  - 出演：井上正大・馬場良馬・浜尾京介　監督：香月季之
- 奴隷区 僕と23人の奴隷 - 出演：秋元才加・本郷奏多・大沢ひかる・山田裕貴　監督：佐藤佐吉
- 少女は異世界で戦った - 出演：花井瑠美・武田梨奈・加弥乃・清野菜名　監督：金子修介
- ベイブルース 25歳と364日  - 出演：波岡一喜、安田美沙子、趙珉和　監督：高山トモヒロ
- Butterfly - 出演：市原隼人  監督：

2015年
- 東京闇虫パンドラ - 出演：篠崎愛・牧田哲也・百川晴香　監督：佐藤佐吉
- KIRI 職業・殺し屋。外伝 - 出演：釈由美子・久保田悠来・文音　監督：坂本浩一
- 劇場版　びったれ!!! - 出演：田中圭・森カンナ・岩崎未来　監督：金田敬
- クロスロード - 出演：黒木啓司・渡辺大・TAO・アローディア　監督：すずきじゅんいち

2016年
- 別れた女房の恋人 - 出演：丸純子・塩澤英真・春田純一　監督：金田敬

2017年
- リンキング・ラブ  - 出演：田野優花・石橋杏奈・白秋迅・中尾明慶　監督：金子修介

2018年
- 横浜見聞伝スター☆ジャン  Episode:Final - 出演：関根裕介・内山眞人・萩野崇・秋山依里　監督：MOKU

2019年
- 広告会社、男子寮のおかずくん  劇場版 - 出演：羽黒麻璃央・崎山つばさ・小林且弥・大山真志　監督：三原光尋
- HYDRA - 出演：三元雅芸・miu・永瀬匠　監督：園村健介

2021年
- デコトラの鷲新 デコトラのシュウ 鷲 - 出演：哀川翔・剛力彩芽・水野勝・窪塚俊介　監督：香月季之
- お終活　熟春！人生、百年時代の過ごし方 - 出演：橋詰功・高畑淳子・剛力彩芽・水野勝　監督：香月季之

### テレビ作品

#### ドラマ
1997年
- えんがわの犬/恋、した。～ ブルームーン～ - 監督：行定勲  出演：邑野未亜・伊藤淳史

1998年
- 美少女 H  デッドボール - 監督：行定勲  出演：中沢純子・緒沢凛
- なっちゃん家 なっちゃん家の鏡 - 監督：行定勲 　出演：岡本綾・中村久美・光石研
- Tears 第2話 100mを君に - 監督：小松隆志  出演：伊原剛志・木下ほうか・大野摩耶
- Tears 第3話 サンタクロースがいっぱい - 監督：行定勲  出演：小橋賢児・戸田麻衣子・大野摩耶

2000年
- 東京爆弾 Neo Tokyo Twilight Zone　第三話「ENDLESS LIFE」 - 監督：鈴木浩介  出演：竹中直人・遠藤憲一・光石研
- 東京爆弾 Neo Tokyo Twilight Zone　第二話「HOME SWEET HOME」 - 監督：鈴木浩介  出演：竹中直人・遠藤憲一・光石研
- 東京爆弾 Neo Tokyo Twilight Zone　第一話「ENDLESS LOVERS」 - 監督：鈴木浩介  出演：竹中直人・遠藤憲一・光石研

2005年
- ホーリーランド - 監督：金子修介  出演：石垣佑磨・徳山秀典・青山壮太
- ミンティエンジェン - 監督：三原光尋  　出演：小野真弓

2006年
- ドラゴンフライ - 監督：香月秀之  出演：星野亜希・金子昇・西岡徳馬

2007年
- パーフェクト・パートナー Perfect Partner（EPISODE I）僕の彼女はロボット - 監督：香月秀之   出演：大久保麻理子・中村靖日・日高真弓
- パーフェクト・パートナー Perfect Partner（EPISODE II）組長の恋 - 監督：香月秀之   出演：山崎真実・志賀勝・中倉健太郎
- パーフェクト・パートナー Perfect Partner (EPISODE III)　もしも生まれ変わったら - 監督：香月秀之   出演：川村ゆきえ・高田宏太郎・山下奈々
- TOYOTA MARK X SHORT STORY～走り続ける男たち～ - 監督：楠本直樹　 出演：佐藤浩市・永島敏行・阿部薫

2008年
- うさぎたちのもちつき - 監督：市野龍一   出演：葛山信吾・大谷みつほ
- 天使急便 Reboot - 監督：明石知幸  出演：塩谷瞬・安めぐみ・岡田浩暉・山崎真実・風間トオル
- TOKYO PROM QUEEN／東京プロムクイーン　シーズン1 - 監督：佐藤太  出演：大塚シノブ・斉藤未知・杉野希妃

2011年
- ギャルバサラ外伝 - 監督：佐藤太  出演：鈴木勝吾・相馬圭祐・浜尾京介
- マジすか学園2 - 監督：佐藤太  出演：AKB48・前田敦子・篠田麻里子

2012年
- マジすか学園3 - 監督：佐藤太  出演：島崎遥香・大場美奈・島田晴香
- さばドル - 監督：佐藤太  出演：渡辺麻友・安藤玉恵・坂田聡

2013年
- 横浜見聞伝スター☆ジャン 外伝　-横濱謎解き大作戦!じゃん!!- 監督：MOKU  出演：関根裕介・内山眞人・萩野崇・さとう珠緒
- 横浜見聞伝スター☆ジャン Episode：1 - 監督：MOKU 　出演：関根裕介・内山眞人・萩野崇
- 作家探偵・山村美紗3 京都・舞妓殺人 死者からの招待状 - 監督：香月秀之  出演：浅野ゆう子・吉田栄作・角野卓造・山村紅葉

2015年
- 夏樹静子サスペンス 逆転弁護士ヤブハラ 証言拒否 - 監督：香月秀之  出演：長塚京三・黒谷友香・高畑淳子・西村雅彦
- 夏樹静子サスペンス 逆転弁護士ヤブハラII　京都・十七年前の真実 - 監督：香月秀之  出演：長塚京三・黒谷友香・釈由美子・宮川一朗太
- びったれ！！！ - 監督：吉田康弘   出演：田中圭・森 カンナ・岩崎未来

2016年
- 横浜見聞伝スター☆ジャン Episode：2 - 監督：MOKU  出演：関根裕介・内山眞人・萩野崇

2017年
- 深層捜査　ドクター大嶋二郎の事件日誌 - 監督：香月秀之  出演：長塚京三・かたせ梨乃・渡辺大
- もひかん家の家族会ぎ - 監督： 三原光尋 出演：中村優一・三倉佳奈・徳井優
- 深層捜査2　ドクター大嶋二郎の事件日誌 - 監督：香月秀之 出演：長塚京三・かたせ梨乃・渡辺大

2019年
- スター☆ジャン神JIN - 監督：MOKU  出演：徳山秀典・ 関根裕介・松林早紀
- 広告会社、男子寮のおかずくん - 監督： 三原光尋 出演：黒羽麻璃央・崎山つばさ・小林且弥・大山真志
- 深層捜査スペシャル - 監督：香月秀之  出演：長塚京三・かたせ梨乃・ 渡辺大
- SPECサーガ完結篇『SICK'S覇乃抄』地上波濃縮版 - 監督：堤 幸彦 出演：木村文乃・松田翔太・黒島結菜・山口紗弥加
- 拝み屋怪談 II - 監督：清水厚   出演：藤田富・北原里英・鎌田らい樹

2021年
- 初情事まであと1時間 - 監督：橋口亮輔  出演：工藤阿須加・臼田あさ美・萩原利久

2022年
- 不幸くんはキスするしかない! - 監督：吉野主  出演：曽田陵介・佐藤友祐（lol-エルオーエル-）

#### ドキュメンタリー
- 伸びる子教室（2005年）  監督：佐藤太
- Serch for my root『斎藤工 プライベートジャーニーin 中国』北京西安編・敦煌編・体験編（2007年)  監修：三原光尋
- Serch for my root『桐山漣 プライベートジャーニーin ベトナム』ホーチミン編・フエ編（2008年)  監修：三原光尋
- Serch for my root『馬場徹 プライベートジャーニーin 韓国』ソウル編・テグ編（2008年) 監修：三原光尋
- Serch for my root『滝口幸広＆佐藤永典 プライベートジャーニーin 台湾』台北編・高雄編（2009年)  監修：三原光尋
- Serch for my root『渡辺大輔 プライベートジャーニーin 香港・マカオ・深圳』（2009年)  監修：三原光尋
- 「俺旅。」 ～ニューヨーク・ブロードウェイ～ 村井良大×佐藤貴史 前編・後編（2015年）
- 「俺旅。」～台湾～松田凌×畠山遼  体験編・冒険篇  (2015年）
- ボクらと島ネコ（2019年）

#### TVその他＆アニメ＆インターネット作品
- TVショッピング『特選名品館』
- NHKニュース『おはよう日本』
- アニメ『スーパーミルクちゃん』
- アニメ『Light Man』インターネット配信   監督：WATT
- アニメ『エターナル AI』オリジナル CG アニメ　ゆうばり国際映画祭 2001 出品作品
- バラエティー番組『 MYNAMEのWキッチン 』
- インターネットムービー『希望の党☆』  監督：金子修介
- インターネットムービー『郵便屋の恋【恋文日和】』  監督：白川士  撮影：福本淳
- インターネットムービー『Canon DV』　監督：行定勲　撮影：福本淳
- Web ショートムービー『フレイム』  監督：行定勲  出演：萩原聖人・ 高橋春留菜・村上剛基
- Web ドラマ 希望の党☆『It's your CHOICE!』
- Web ドラマ『『横浜見聞伝スター☆ジャン』 EPISODE:0 ～神速の彼方へ～

### DVD＆Video作品
- 映画『雨鱒の川 撮影日記 ～小百合の想い出～』 監督：磯村一路　出演：綾瀬はるか
- 僕たちの地球ロード In USA 西海岸 ～ロサンジェルス編～　出演：中河内雅貴、良知真次　販売元：竹書房
- 僕たちの地球ロード In USA 西海岸 ～ラスベガス編～　出演：中河内雅貴、良知真次　販売元：竹書房
- 僕たちの地球ロード In 北イタリア ～NAOTO 北イタリア編～　出演：NAOTO　販売元：竹書房
- 僕たちの地球ロード In イタリア ～ミラノ・ヴェネツィアから　出演：中河内雅貴, 馬場徹　販売元：竹書房
- 僕たちの地球ロード In イタリア ～ピサ・フィレンツェ・ローマ・ヴァチカン市国～　出演：中河内雅貴・菊地創　販売元：竹書房
- 僕たちの地球ロード In HAWAII　出演：中河内雅貴・菊地創　監修：丹羽貴幸　販売元：竹書房
- 稲川淳二の超こわい話 叫び 出演：稲川淳二　販売元：バンダイビジュアル
- 稲川淳二の超こわい話 囁き　出演：稲川淳二　販売元：バンダイビジュアル
- 稲川淳二の超こわい話 青い部屋 出演：稲川淳二　販売元：バンダイビジュアル
- 稲川淳二の超こわい話 赤い部屋　 出演：稲川淳二　販売元：バンダイビジュアル
- 哀憑歌～GUN-KYU～　監修：金丸雄一　出演：小松千春・池内博之・石川紗彩 　販売元：サテライト、GP ミュージアムソフト
- 哀憑歌～NU-MERI～　監修：金丸雄一　出演： 木下あゆ美・虎牙光揮・高田郁恵　販売元：サテライト、GP ミュージアムソフト
- 哀憑歌～CHI-MANAKO～　監修：金丸雄一　出演：田畑智子・益子梨恵　販売元：サテライト、GP ミュージアムソフト
- 斎藤工のプライベートジャーニー ～北京・西安編～　監修：三原光尋　出演：斎藤工　販売元：エースデュース
- 斎藤工のプライベートジャーニー ～敦煌～　監修：三原光尋　出演：斎藤工　販売元：エースデュース
- 斎藤工のプライベートジャーニー ～体験編～　監修：三原光尋　出演：斎藤工　販売元：エースデュース
- 馬場徹のプライベートジャーニーin 韓国～【1巻】プサン編～　監督：三原光尋　出演：馬場徹　販売元：エースデュース
- 馬場徹のプライベートジャーニーin 韓国～【2巻】ソウル編～　監督：三原光尋　出演：馬場徹　販売元：エースデュース
- 馬場徹のプライベートジャーニーin 韓国～【3巻】テグ編～　監督：三原光尋　出演：馬場徹　販売元：エースデュース
- 愛の言霊　監督：金田敬　出演：徳山秀典・斎藤ヤスカ　発売元：トライネットエンタテインメント　販売元：ジェネオンエンタテインメント
- ありのままの僕ら　～メイキング オブ 愛の言霊～　監督：金田敬　出演：徳山秀典・斎藤ヤスカ　発売元：トライネットエンタテインメント　販売元：ジェネオンエンタテインメント
- IT バブルと寝た女たち　監督：佐藤太　出演：三津谷葉子・金子昇 　販売元：ジェネオンエンタテインメント
- いつかの君へ ～ずっとそばにいてほしい～　監督：堀江慶　出演：斎藤工・河合龍之介・津田寛治・徳井優 　販売元：竹書房
- パーフェクト・パートナー～僕の彼女はロボット～　出演：大久保麻梨子・中村靖日 　販売元：竹書房
- パーフェクト・パートナー ～組長の恋～　出演：山崎真実・志賀勝　販売元：竹書房
- パーフェクト・パートナー ～もしも生まれ変わったら～ 出演：川村ゆきえ・高田宏太郎・団時朗　販売元：竹書房
- Navigate DVD いつかの君へ　～君に伝えたい～ 出演：斎藤工・河合龍之介・津田寛治・徳井優　販売元：竹書房
- ユリシス The Story of Cairns 監督：丹羽貴幸　出演：奥菜恵・斉藤工 　販売元：ポニーキャニオン
- グッドモーニングス 出演：徳山秀典・渡来敏之 発売元：ガウディ
- メイキング・オブ・スキトモ　素顔の王子様 ～斎藤工～ 監督： 三原光尋　出演：斎藤工・相葉弘樹　販売元：バンダイビジュアル
- メイキング・オブ・スキトモ　SMILE FOR YOU ～相葉弘樹～ 監督： 三原光尋　出演：斎藤工・相葉弘樹　販売元：バンダイビジュアル
- スキトモ 監督： 三原光尋　出演：斎藤工・相葉弘樹　販売元：バンダイビジュアル
- Wanna be FREE!～東京ガール  監督：津谷祐司　出演：上原奈美・桜井裕美・天野浩成 　販売元：ポニーキャニオン
- ドラゴンフライ 監督：香月秀之　出演：ほしのあき・金子昇・国分佐智子・横山めぐみ　発売元：ソフトガレージ　販売元：ジーダス
- 東京大学物語 監督： 江川達也　出演： 三津谷葉子・田中圭 　販売元： ソフト・オン・デマンド
- ミンティエンジェン 監督：三原光尋　出演：小野真弓 販売元：リバプール
- ミンティエンジェン メイキング　はじめての香港 監督：三原光尋　出演：小野真弓 販売元：リバプール
- 壁穴 肌を這う指 監督：永田琴恵　出演：青木理央・藤原夕未 販売元：ティーエムシー
- ホーリーランド　vol.1 - 6 監督：金子修介　出演：石垣佑磨・徳山秀典・青山草太・水谷妃里・三元雅芸　販売元：バンダイビジュアル
- 苺の破片 監督：中原俊・高橋ツトム　編集：掛須秀一　出演：宮沢美保・梶原阿貴・押尾学・木村佳乃　販売元：アミューズソフトエンタテインメント
- Open House 監督：行定勲　撮影：篠田昇　出演：南果歩・川岡大二郎 販売元：松竹
- 雨鱒の川 撮影日記～小百合の想い出～ 出演：玉木宏・須賀健太・綾瀬はるか・志田未来・中谷美紀 販売元：パラマウントホーム
- きょうのできごと a day on the planet 監督：行定勲　出演：田中麗奈・妻夫木聡　音楽 矢井田瞳　販売元：ジェネオン
- 東京爆弾　ゆうばり国際映画祭 2000 出品作品 監督：鈴木浩介　出演：竹中直人・遠藤憲一・黒沢あすか　発売元：KSS
- 浜崎あゆみ/月に沈む 監督：行定勲　撮影：篠田昇　編集：今井剛　出演：浜崎あゆみ 伊勢谷友介 糸井重里 　販売元：avex tracks
- Dog-Food ベルリン国際映画祭フォーラム部門正式招待作品 製作・監督・脚本：田辺誠一  撮影：福本淳  出演：田辺誠一 椎名英姫  発売元：ポニーキャニオン
- Seventh Anniversary 監督：行定勲  撮影：福本淳  編集：今井剛  出演：小山田サユリ 柏原収史 津田寛治 武田真二 販売元：アミューズソフト販売株式会社
- 美少女 H　脚本：行定勲  演出：行定勲  撮影：福本淳  出演：中沢純子  発売元：フジテレビ映像企画部
- えんがわの犬／恋した。～ブルームーン【えんがわの犬】※ゆうばり国際映画祭 2001 出品作品　監督：行定勲　編集：今井剛　出演：邑野未亜 伊藤淳史　販売元：アミューズソフト販売株式会社
- えんがわの犬／恋した。～ブルームーン【恋した。～ブルームーン～】 監督：行定勲　編集：今井剛　出演：大野麻那 田口トモロヲ　販売元：アミューズソフト販売株式会社
- BLOOD　 監督：鈴木浩介　出演：竹内力・高知東生・平泉成　発売元：日活株式会社
- 贅沢な骨　ゆうばり国際映画祭 2001 出品作品 脚本：益子昌一　撮影：福本淳　出演：麻生久美子 つぐみ 永瀬正敏　音楽：朝本浩文　発売元：ケイエスエス販売
- 閉じる日 監督：行定勲　脚本：行定勲・益子昌一　撮影：福本淳　音楽：朝本浩文　出演：冨樫真 沢木哲 前田綾花 永瀬正敏（友情出演）発売元：ケイエスエス販売
- Presious memory　テーマソング 大事なヒト(横山知佐 ver.) 監督：行定勲　出演：横山知佐 津田寛治
- EAT&RUN監督：和田卓也　撮影：加藤純一　編集：掛須秀一　出演：宮村優子 愛河里花子 飯塚雅弓  販売元：（株）ハピネット・ピクチャーズ　発売元：カプコン セルピュータレーベル
- オリジナルDVD 永山たかし【Blossom】 撮影：福本淳
- オリジナルDVD　青山草太【Typhoon】 撮影：福本淳
- オリジナルDVD　滝川英治【TREASURE OF AGE】 撮影：福本淳
- オリジナルDVD　柳浩太郎 【20-2】 撮影：福本淳
- プロモーション DVD 『SAMURAI 翔』哀川翔
- スペシャルDVD V6『それぞれの空 - DRAMA STORY CLIP-』 監督：金丸雄一　出演：V6
- ホームシアターリファレンス　オリジナル CG アニメ 【エターナル AI】【ホームシアターリファレンス】 演出・プロデュース：潮晴男　製作：パイオニア LDC・NTT MEDIA LAB
- スーパーミルクちゃん 監督・原案・デザイン：田中秀幸　脚本：椎名基樹　出演：中村春香 永維あゆみ
- ミュータントタートルズ超人伝説編 監督：大賀俊二　ED/地球はお元気：Vo./MOKU
- 熊本県立第二高等学校 50 周年記念作品 「初恋第二篇」 監督： 行定勲

### 舞台
- 舞台『1999.9 年の夏休み』　作・演出：松枝佳紀　出演：須藤温子・橋本愛実・阪田瑞穂・本田有花・安川結花
- 舞台『ルドンの黙示』　作・演出：松枝佳紀　出演：柳 浩太郎・篠田光亮・満島ひかり・安川結花
- 舞台『今日も、ふつう。』　作・演出：松枝佳紀　出演：安川結花・阪田瑞穂・ナカヤマミチコ・橋本愛実

### CM
- カルフール クリスマス編 (2006年)
- 岡崎産業
- ウエブマネー
- Donグループ　Don1000、Donパチーノ篇
- カルフール クリスマス編(2006年)
- カルフール 歳末編(2005年)
- カルフール クリスマス編(2005年)
- パチンコ『チョロQ』
- 琉球フロント　もろみ酢
- ザオ・ウーキー展　呼吸する絵画篇	石橋財団ブリヂストン美術館
- 田崎真珠　ドビッシー篇
- 花園饅頭　まじめ、一筋篇
- 博水社　ハイサワー・ダイエットハイサワー　ラップ篇＆サウンドロゴ
- ISEKI農機　美しい大地篇
- mister & miss Donut　"追憶" 篇
- 松下電気産業株式会社　明日の家族へ篇
- ピューレボー化粧品　石田純一篇
- ホテルグリーンプラザ軽井沢　月へ連れていってなんて篇
- NTT DoCoMo　10円メール編
- デジキャラShop Gamers　TV編、ラジオ篇　TV編サウンドロゴ＆ラジオ編
- デジタルツーカー四国　達人・加藤・岩城・西田篇 等
- 日本マクドナルド　ベーコンチーズダブルバーガー　おいしいハーモニー篇

### ナレーション
- デジタルツーカー四国　｢達人編｣等
- シャ乱Q　｢ため息篇｣
- フラワーカンパニーズ　｢元気ですか篇｣
- 斉藤和義　｢ゴールデンデリシャス篇｣
- 稲垣潤一　｢苗場プリンスホテルLIVE 篇｣
- BENNIE K　｢school girl｣
- デジキャラ Shop Gamers

### 楽曲提供＆CDプロデュース&編曲
1988-1995年
- Drummer, バンドTHC - 心の病

(Band -T H C- member :SHINGO MIYAMOTO (Vocal),MITSURU YOSHIKAWA(Guitar),AKIHIRO YONEYAMA (Base),MOKU HONIDEN (Dr))
アーティスト・アルバム・楽曲
1996年
- ミュータント・タートルズ 超人伝説編 - 歌手として参加
- 超光戦士シャンゼリオン - 歌手として参加
- ALCHEMY OF LOVE ～愛の錬金術～ - 歌手として参加
- 超光戦士シャンゼリオン Original Soundtrack - 歌手として参加

1999年
- アルバム『Ned-noh』 - あんな気持ち

2001年
- アルバム『OTONOANA/1』 - あんな気持ち

2002年
- アルバム『贅沢な骨 Original Soundtrack』 - 映画『贅沢な骨』挿入歌
- アルバム『EAT & RUN Music from The Motion Picture』 - 映画『EAT & RUN』挿入歌

2003年
- cuetracks ミニアルバム『オクリモノ』 - The Day You Lit My Heart 映画『Seventh Anniversary』挿入歌

2006年
- 佐藤菜穂美 ミニアルバム『愛し花よ咲け』 - 愛し花よ咲け / なんくるないさぁ / 愛し花よ咲け（三線）
- ふくろう ミニアルバム『Starting Over～ひとりじゃないから～』

2007年
- 徳山秀典 ミニアルバム『Score BeAt』 - White night / eve

2008年
- eroica アルバム『Knows the pain』

2009年
- 徳山秀典 アルバム『愛唄(アイウタ)』 - GIFT / Silent Night / 大事なヒト /  FakeRing
- eroica アルバム『Stray Child』
- 炎神戦隊ゴーオンジャー G3 プリンセス G5 プリンス Project.R スペシャルラップ
- 炎神戦隊ゴーオンジャー全曲集 ソンググランプリ(通常盤)

2011年
- aotsuki アルバム『Phoenix』 - Phoenix / Cherry Road / 純情
- 徳山秀典 ミニアルバム『プロポーズ/愛のまま永遠に』 - 愛のまま永遠に /愛のまま永遠に (Instrumental)

2012年
- 徳山秀典 ミニアルバム『それは全部「愛」だった』 - それは全部「愛」だった / それは全部「愛」だった(Instrumental)
- 徳山秀典 アルバム『puresoul』 - 愛のまま永遠に / それは全部「愛」だった / Break open

2014年
- MYNAME シングル『take me to the moon』 - 映画『テコンドー魂～REBIRTH～』挿入歌
- 野水伊織 アルバム『恋愛コレクター』 - 恋愛コレクター ・ガーデニア　/ 恋愛コレクター(Instrumental) / ガーデニア (Instrumental)
- 伊瀬茉莉也 アルバム『遠い声』 - 遠い声 / 能ある女子は爪を隠す / 遠い声 (Instrumental) / 能ある女子は爪を隠 す (Instrumental)
- 植田慎一郎 ミニアルバム『キャラメル』 - キャラメル / 空よ海よ / キャラメル(Instrumental) / 空よ海よ (Instrumental)
- Re:no ミニアルバム『戦場の女神たち』 - 戦場の女神たち / 悲しみの正体 / 戦場の女神たち (Instrumental) / 悲しみの正体(Instrumental)
- 石川由依 ミニアルバム『シフェルの罪と罰』 - ルシフェルの罪と罰 / 繭 / ルシフェルの罪と罰(Instrumental) / 繭 (Instrumental)
- 「空よ海よ」植田慎一郎 /「満月の細道」爆裂ノーバスター /「遠い声」伊瀬茉莉也
- 「戦場の女神たち」 Re:NO （Aldious）/「シュラの蕾」 きりもみサイクロン /「キャラメル」 植田慎一郎 /「繭」 石川由依 /「恋愛コレクター」野水伊織 /「悲しみの正体」 Re:NO （Aldious）

2015年
- コンピレーション・アルバム『MELODIES OF GREEN FLASH』 - 「ルシフェルの罪と罰」  石川由依 / 「能ある女子は爪を隠す」 伊瀬茉莉也 / 「ガーデニア」 野水伊織
- リュウ シオン アルバム『AGAIN』 - 幾億の星の中

2017年
- BTOB アルバム『24/7 (TWENTY FOUR/SEVEN)』 - Beyond the time / Snow Light Road